# Panchrysia vargenteum
Panchrysia vargenteum är en fjärilsart som beskrevs av Eugen Johann Christoph Esper 1798. Panchrysia vargenteum ingår i släktet Panchrysia och familjen nattflyn. Inga underarter finns listade i Catalogue of Life.